# Plexo cardíaco
El plexo cardíaco es una aglomeración de fibras del sistema nervioso autónomo, las que son de tipo simpático (provenientes de la cadena simpática) y parasimpático (provenientes del nervio vago) 

## Partes
Se divide en porción superficial y porción profunda. 
- La porción superficial se ubica por debajo del cayado aórtico y por delante de la A. Pulmonar derecha. La porción superficial se relaciona principalmente con la inervación vegetativa de la arteria coronaria derecha, envía ramos hacia el plexo cardiaco profundo y al plexo pulmonar.
- La porción profunda posee dos partes, una derecha y otra izquierda.

La parte simpática se encarga de los efectos de aceleración del ritmo cardíaco y con vasodilatación coronaria, mientras que la parasimpática funciona como un desacelerador y vasoconstrictor.